# 张国辉
张国辉（1932年2月—2018年1月6日），男，四川西昌人，中华人民共和国医生、政治人物，四川省人大常委会原副主任，中国民主同盟中央委员会原常务委员、四川省委员会原主任委员，第九届全国人大代表。